# IBM System/390
L'IBM System/390 és una família de productes de mainframe discontinuada que implementa ESA/390, la cinquena generació de l'arquitectura de conjunt d'instruccions System/360. Els primers ordinadors que van utilitzar l'ESA/390 van ser la família Enterprise System/9000 (ES/9000), que es van introduir l'any 1990. Aquests van ser seguits per les famílies 9672, Multiprise i Integrated Server de System/390 el 1994–1999, utilitzant microprocessadors CMOS. L'ESA/390 va succeir a l'ESA/370, utilitzat en els models Enhanced 3090 i 4381 "E", i l'arquitectura System/370 utilitzada per darrera vegada al mainframe de gamma baixa IBM 9370. ESA/390 va ser succeït pel z/Architecture de 64 bits l'any 2000.

## Història
El 5 de setembre de 1990, IBM va publicar un grup d'anuncis de maquinari i programari, dos dels quals incloïen visió general de tres anuncis:
- System/390[3] (S/390), com en 360 per a la dècada de 1960, 370 per a la dècada de 1970.
- Enterprise System/9000[4][5] (ES/9000), com en 360 per a la dècada de 1960, 370 per a la dècada de 1970.
- Enterprise Systems Architecture/390[6][7] (ESA/390) va ser l'últim disseny informàtic de mainframe d'adreça de 31 bits /datos de 32 bits d'IBM, copiat per Amdahl, Hitachi i Fujitsu entre altres competidors. Va ser el successor de l'ESA/370 i, al seu torn, va ser succeït pel z/Architecture de 64 bits l'any 2000. Entre altres coses, l'ESA/390 va afegir canals de fibra òptica, coneguts com a canals de connexió de sistemes d'empresa (ESCON), als canals paral·lels (Bus i Tag) de l'ESA/370.

Tot i que IBM va mencionar la família 9000 primer en alguns dels anuncis del dia, va quedar clar "al final del dia" que era "per a System/390", tot i que era un nom abreujat, S/ 390, que es va col·locar en algunes de les "caixes" reals enviades posteriorment.
L'ES/9000 inclou models muntats en bastidor, models independents refrigerats per aire i models refrigerats per aigua. Els models de gamma baixa eren substancialment menys costosos que els 3090 o 4381 que abans es necessitaven per executar MVS/ESA, i també podien executar VM/ESA i VSE/ESA, que IBM va anunciar al mateix temps.
IBM va afegir periòdicament funcions amb nom a ESA/390 juntament amb nous processadors; el manual de principis de funcionament ESA/390 els identifica només pel nom, no pels processadors que els donen suport.
Les màquines que suporten l'arquitectura es van vendre amb la marca System/390 (S/390) a partir del setembre de 1990. Les implementacions 9672 de System/390 van ser la primera arquitectura de mainframe d'IBM de gamma alta implementada primer amb l'electrònica de CPU CMOS en lloc de la lògica bipolar tradicional.
L'IBM z13 va ser l'últim servidor z Systems que va suportar l'execució d'un sistema operatiu en mode d'arquitectura ESA/390. No obstant això, tots els programes d'aplicació d'estat problemàtic de 24 i 31 bits escrits originalment per executar-se a l'arquitectura ESA/390 no es veuen afectats per aquest canvi.

## Ordinadors S/390

### ES/9000
Divuit models es van anunciar el 5 de setembre de 1990 per a l'ES/9000 en tres factors de forma; el 9021 refrigerat per aigua per succeir l'IBM 3090, i el 9121 autònom refrigerat per aire i el 9221 muntat en bastidor per succeir els IBM 4381 i 9370 respectivament. El model anunciat més gran tenia un rendiment 100 vegades superior al model més petit i la freqüència del rellotge oscil·lava entre 67 i 111 MHz (15-9 ns) al 9021 i al 67 MHz en el 9121 a 26-33 MHz (38-30 ns) al 9221. Els models 9221 120, 130 i 150 inicialment només estaven disponibles amb l'"opció de base System/370"; l'"opció ESA" enviada el juliol de 1991. Els processadors 9221 estaven fets de xips CMOS VLSI dissenyats a Böblingen, Alemanya, d'on es va originar més tard la línia 9672.
Els 6 inferiors dels 8 models refrigerats per aigua (nom en codi H0) estaven disponibles immediatament, però utilitzaven el mateix processador que el 3090-J, encara al 69. MHz (14,5 ns) freqüència màxima i, per tant, amb un rendiment sense canvis. La principal diferència d'aquests models amb el 3090-J era l'addició opcional d'ESCON, Sysplex i la funció criptogràfica integrada. Només els models 900 i 820 tenien un disseny totalment nou (nom en codi H2),  amb memòria cau L1 d'I+D dividida privada de 128+128 KB i una memòria cau compartida de memòria cau 4MB L2 (2 MB per costat) amb latència d'11 cicles, interconnexions més directes entre els processadors, TLB multinivell, buffer de destinació de branca i 111 MHz (9 ns) freqüència de rellotge. Aquests van ser els primers models amb execució fora de servei des del System/370-195 de 1973. Tanmateix, a diferència dels antics sistemes derivats de l'S/360-91, els models 900 i 820 tenien una execució fora d'ordre per a unitats senceres i de coma flotant, amb un maneig precís d'excepcions i una canalització totalment superescalar. Els models 820 i 900 es van enviar als clients el setembre de 1991, un any més tard que els models amb tecnologia més antiga. Més tard aquestes noves tecnologies es van utilitzar en els models 520, 640, 660, 740 i 860.
Les tres línies van obtenir addicions i actualitzacions fins al 1993-1994. El febrer de 1993 un 141 de 8 processadors El model 982 de MHz (7,1 ns) va estar disponible, amb els models 972, 962, 952, 942, 941, 831, 822, 821 i 711 al març. Aquests models, amb el nom en codi H5, tenien el doble de memòria cau L2 i un rendiment per processador un 30% més alt que la línia H2, i afegia una compressió de dades de maquinari. La compressió també es va incloure als nous models un 50% més ràpids del 9121. L'abril de 1994, juntament amb la nova sèrie 9672 basada en CMOS i els models 9221 millorats (amb un 40% de temps de cicle i compressió de dades més ràpids), IBM va anunciar també el seu model bipolar definitiu, el model 9X2 de 10 processadors amb una puntuació de 468 MIPS, estarà disponible a l'octubre.